# Achrysocharoides cruentus
Achrysocharoides cruentus är en stekelart som beskrevs av Christer Hansson 1983. Achrysocharoides cruentus ingår i släktet Achrysocharoides och familjen finglanssteklar.
Artens utbredningsområde är:
- Tyskland.
- Sverige.

Arten är reproducerande i Sverige. Inga underarter finns listade i Catalogue of Life.